# Райндлинг
Райндлинг, райнлинг (нем. Reinling, Reindling) — австрийский пирог, кулич. Райндлинг считается традиционным пасхальным блюдом, особенно в земле Каринтия, но также распространен в Штирии, южном Бургенланде и долине Лиенца в Восточном Тироле. В немецкой кухне относится к пирогам (кексам) особой формы — гугельхупф.

## Приготовление
Готовится из дрожжевого теста с сахаром, сливочным маслом, изюмом, финиками, корицей, анисом, коньяком или ромом. Тесто тонко раскатывают, промазывают сливочным маслом и начинкой, сворачивают, укладывают в форму и выпекают.

## Этимология
Настоящий каринтийский райндлинг традиционно выпекался в специальной круглой форме, похожей на кастрюльку или горшочек, которая называется райн (Rein) или райндл (Reindl), отсюда и его название. В наши дни для простоты приготовления обычно используют обычную круглую форму для кекса.
В Нижней Каринтии (особенно пожилыми людьми) его также называют W(o)azas или W(o)azanes (от Woaz, «пшеница»), а также «Mais», как в Штирии, хотя местный вариант обычно не содержит начинку. Аналог райндлинга широко распространен в соседней Словении, где он называется Pogača (словен. Pohača, Potica, Potize).

## История
Каринтийский райндлинг, характерный для австрийской Каринтии и Словенского региона, вероятно, восходит к XVI веку. В своем первоначальном виде он, вероятно, представлял собой не что иное, как подслащенный белый хлеб, который в основном пекли с фенхелем в «Schartl» (плоская жаровня).
Чуть позже в рецептах появлялись грушевая мука (дробленая, сушеная груша), рожковая мука (из бобов рожкового дерева), ежевика и клюква, тёртые орехи, крупнозернистый сахар или только мед, измельчённые кедровые орехи, вареные, сушеные сливы и сыры. Как писал Р. Вейтер в 1890 году, основной пищей каринтианцев был смалец и мучной суп, полента, кукурузная каша (Türkensterz) и пшённая каша. А пирог райндлинг был для особых случаев. Он превратился в десерт в сельской местности, и использовался в качестве праздничной семейной выпечки на Рождество, Пасху, свадьбу.
В 1910 году Мария Ортнер из Бад-Клайнкирххайма нашла рецепт райндлинга в кулинарной книге. Старые формы для выпечки были в основном сделаны из глины и иногда имели только короткий стержень (пенёк) посередине, поэтому пирог имел углубление, но никогда отверстия. В настоящее время такие формы встречаются редко, и обычно используется кольцевидная формочка для кексов-гугельхупфов.
В некоторых свадебных меню даже сегодня можно найти его в качестве сопровождения к мясным блюдам. В Нижней Каринтии райндлинг подают с «пасхальными закусками»: ветчиной, крашеными яйцами, хреном. Ветчина символизирует тело Христово, хрен — муки Христа, а форма кулича — терновый венец. Также по традиции им закусывают церковный суп или кислый суп (Kirchtagssuppe, Saure Suppe).
Райндлинг используется в качестве свадебного торта в некоторых частях Нижней Австрии и Бургенланда. Иногда райндлинг может даже заменять рождественский грушевый хлеб.
Наряду с крашеными яйцами, копчёным мясом и колбасами, райндлинг на Пасху является основным компонентом освящаемой пищи, которую либо приносят в церковь в пасхальной корзине для освящения, либо, в высокогорных районах, пищу освящает священник на самой ферме. Сверху он часто украшается христианскими символами.
Тем не менее, сегодня райндлинг — это не только праздничная выпечка, но и очень популярный пирог по воскресеньям, который часто подают вместе с кофе, заваренным на огне в кофейнике или турке.